# Capula apicalis
Capula apicalis es un coleóptero de la familia Chrysomelidae.
Fue descrita científicamente por primera vez en 1986 por Chen, Wang & Jiang.